# Prosena
Prosena är ett släkte av tvåvingar. Prosena ingår i familjen parasitflugor.

## Bildgalleri

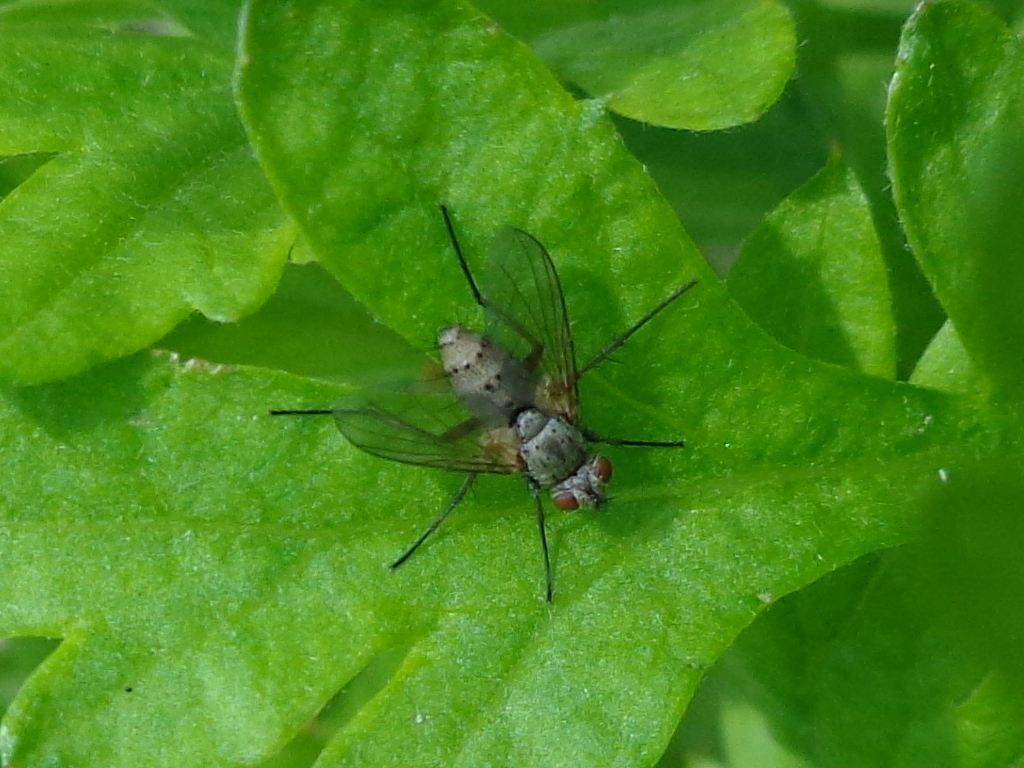

## Dottertaxa tillProsena, i alfabetisk ordning[1][2]
- Prosena arcuata
- Prosena argentata
- Prosena bella
- Prosena bisetosa
- Prosena conica
- Prosena dimidiata
- Prosena dispar
- Prosena doddi
- Prosena dorsalis
- Prosena facialis
- Prosena fulvipes
- Prosena jactans
- Prosena longipalpis
- Prosena lurida
- Prosena macropus
- Prosena marginalis
- Prosena nigripes
- Prosena pectoralis
- Prosena rufiventris
- Prosena sarcophagina
- Prosena scutellaris
- Prosena secedens
- Prosena siberita
- Prosena surda
- Prosena tenuipes
- Prosena tenuis
- Prosena varia
- Prosena variegata
- Prosena vittata
- Prosena zonalis